# Si Jenks
Pour les articles homonymes, voir Jenks.
Si Jenks (nom de scène de Howard Hansell Jenkins), né le 23 septembre 1876 à Norristown (Pennsylvanie) et mort le 6 janvier 1970 à Los Angeles (quartier de Woodland Hills, Californie), est un acteur américain.

## Biographie

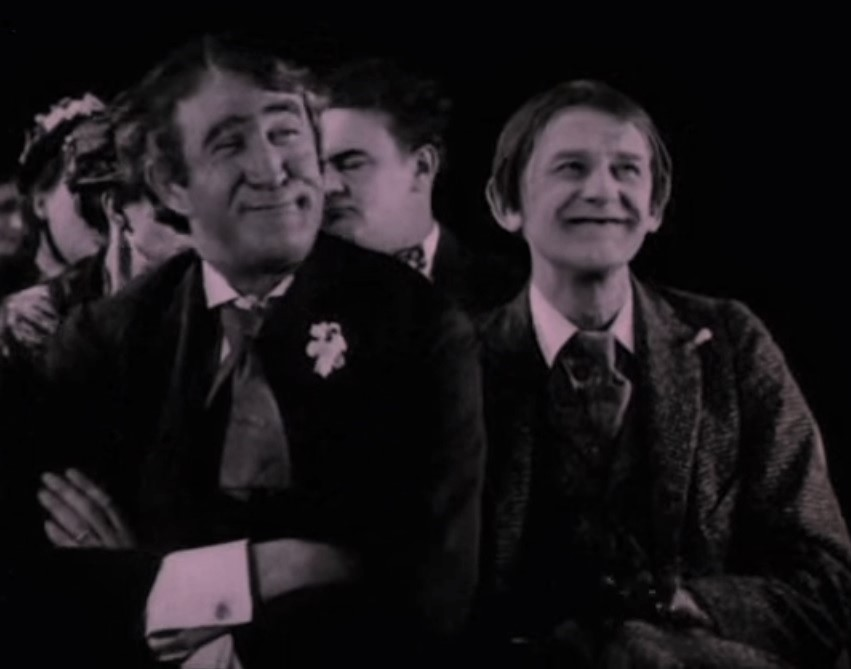
Avec Francis Ford (à g.), dans Le Forgeron du village (1922)

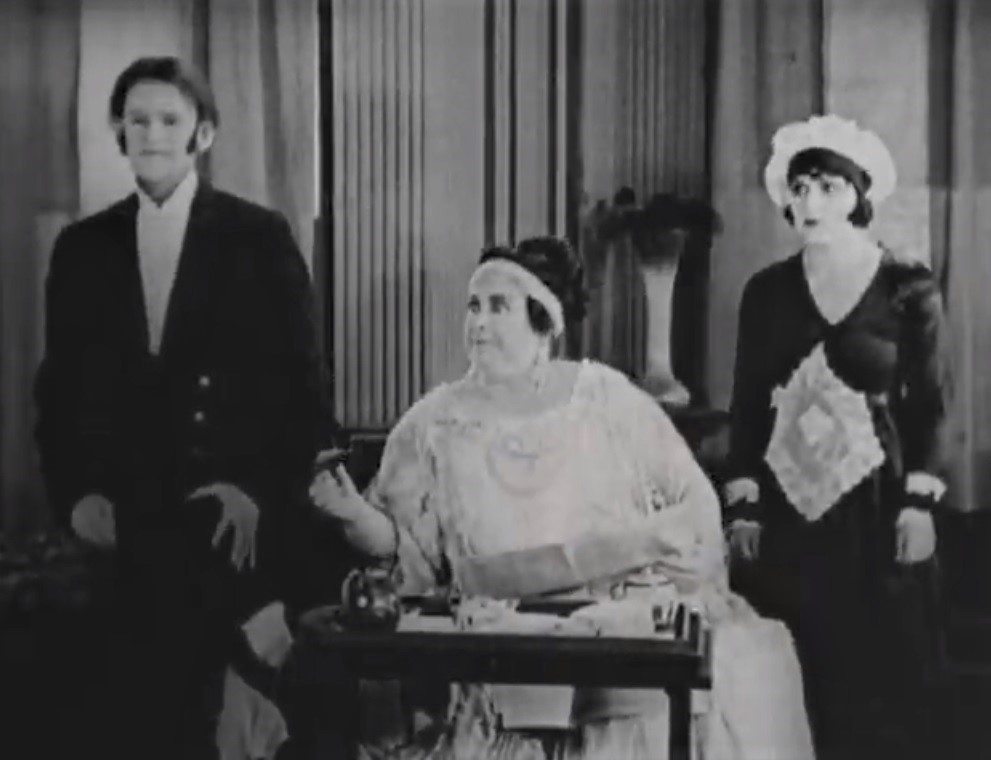
Si Jenks, Sunshine Hart et Thelma Hill (de g. à d.), dans Galloping Bungalows (1924)

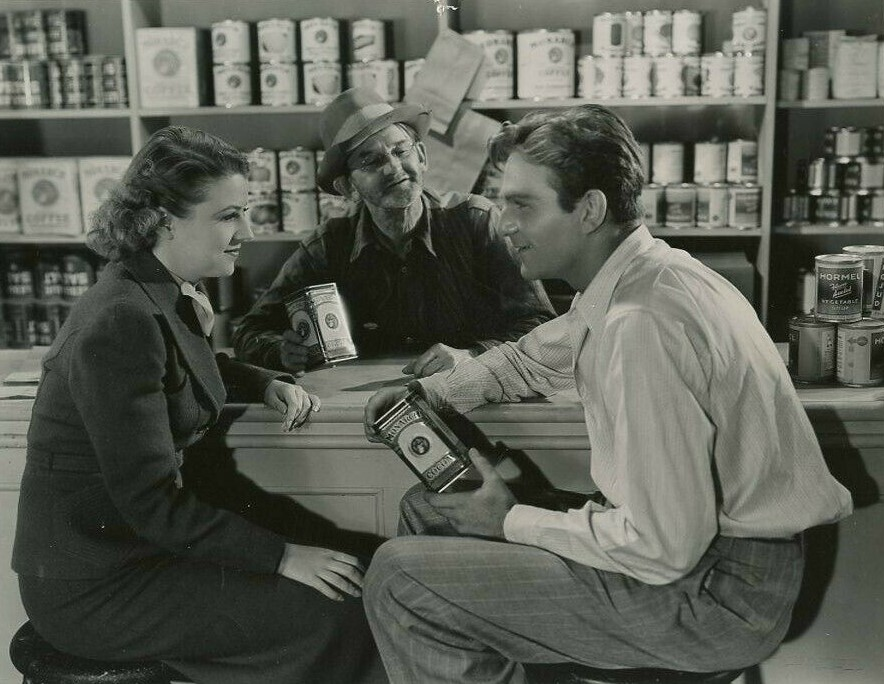
Betty Furness, Si Jenks et Henry Wilcoxon (de g. à d.), dans The President's Mystery (1936)

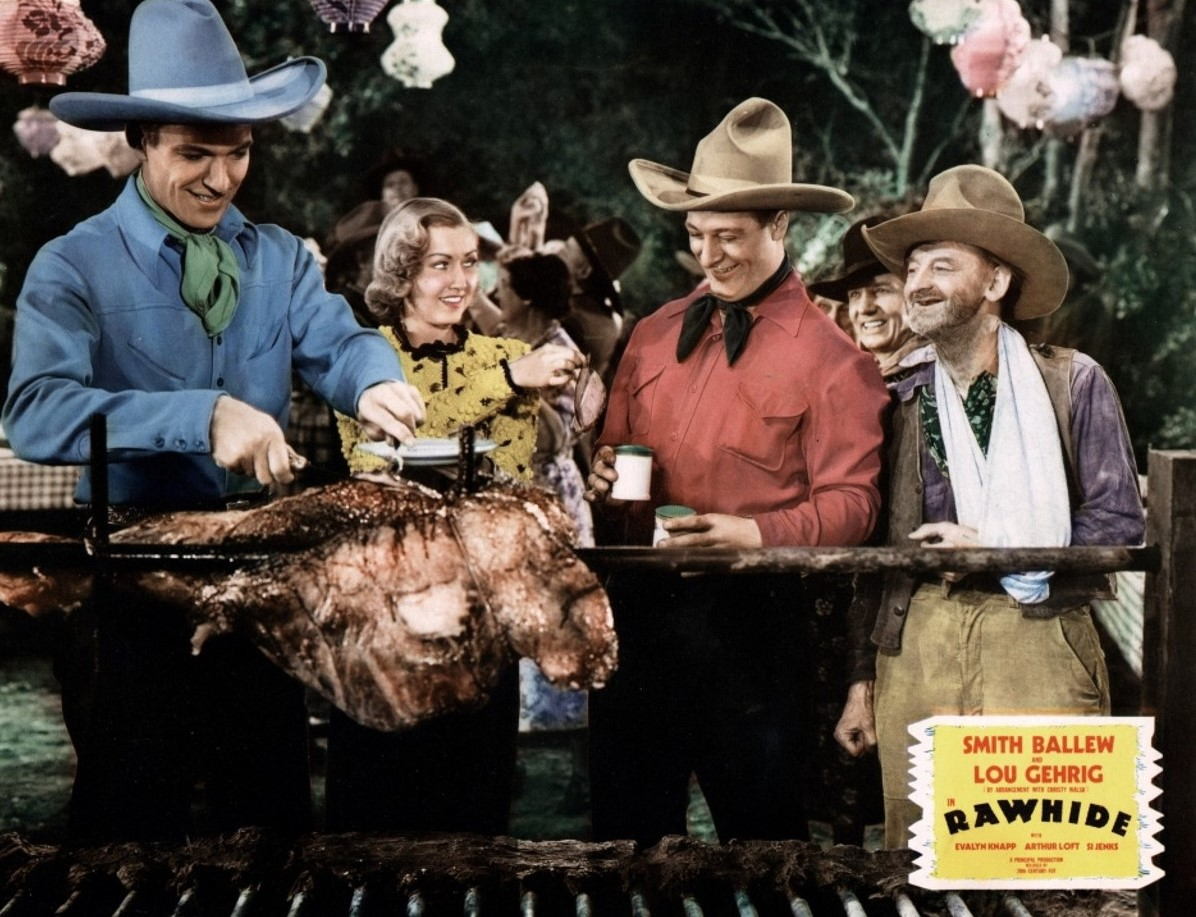
Smith Ballew, Evalyn Knapp, Lou Gehrig et Si Jenks (de g. à d.), dans Rawhide (1938, poster promotionnel)

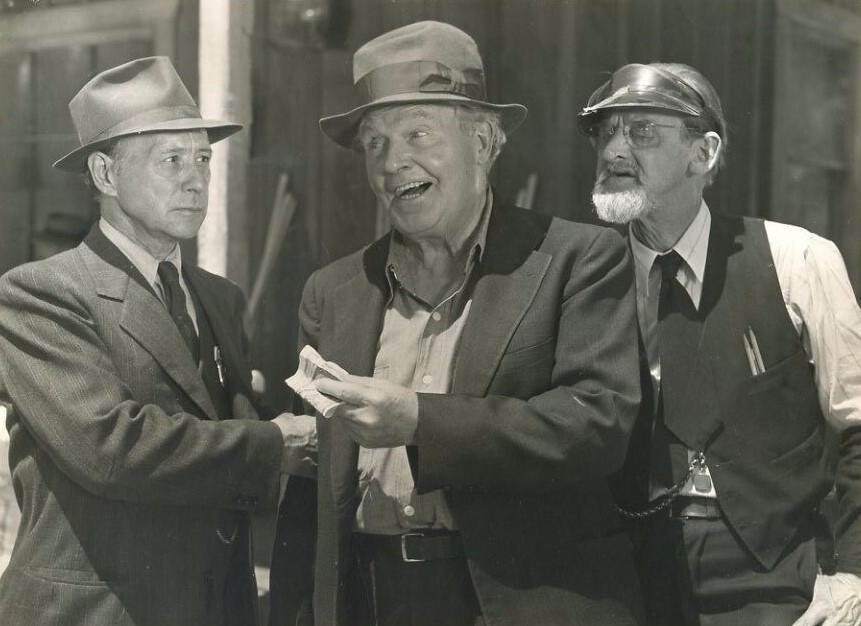
Paul E. Burns, William Farnum et Si Jenks (de g. à d.), dans My Dog Shep (1946)

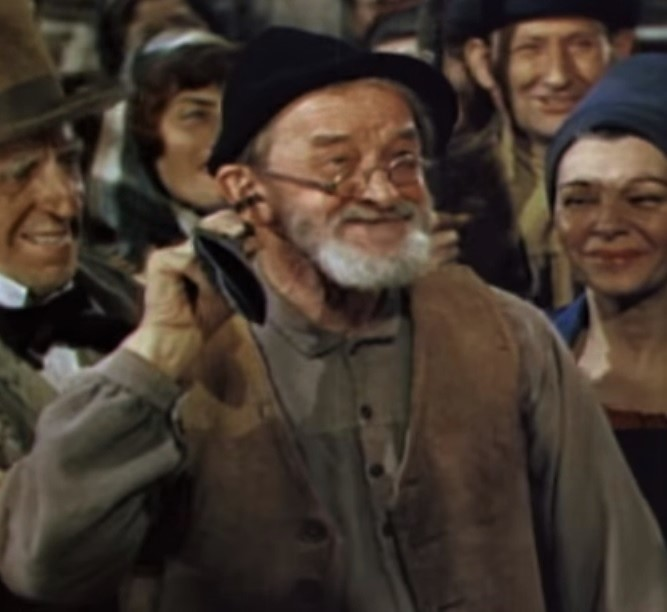
Dans Vive monsieur le maire (1949)

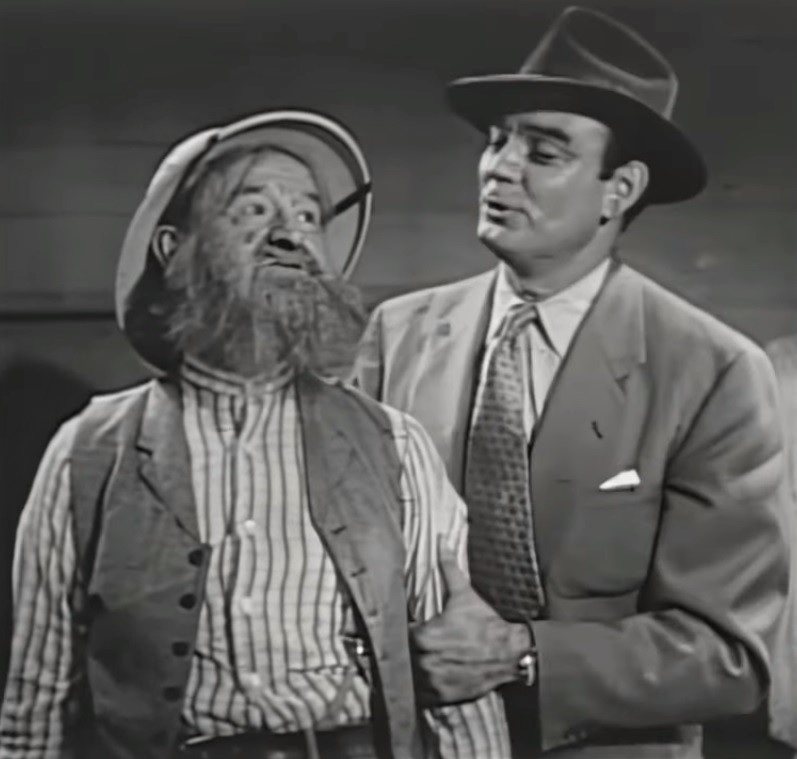
Avec Ralph Byrd (à d.), dans la série Dick Tracy, épisode B.O. Plenty's Folly (1950)

D'abord acteur de vaudeville, Si Jenks débute au cinéma dans trois films muets sortis en 1922, dont deux courts métrages d'Al St. John ; s'ajoute Le Forgeron du village (avec William Walling et Virginia True Boardman), réalisé par John Ford. Il retrouve ce dernier sur six autres films, les deux derniers sortis en 1939 étant La Chevauchée fantastique (avec Claire Trevor et John Wayne) et Sur la piste des Mohawks (avec Claudette Colbert et Henry Fonda).
Au total, il contribue comme second rôle de caractère (parfois non crédité) à deux-cent vingt films américains (dont de nombreux westerns B), parmi lesquels on peut citer également La Diligence infernale de Lloyd Nosler (1931, avec Tom Tyler), L'Odyssée du docteur Wassell de Cecil B. DeMille (1944, avec Gary Cooper et Laraine Day) et La Parade de la gloire d'Henry Koster (1952, avec Clifton Webb et Debra Paget), son avant-dernier film (l'ultime sort en 1953).
Au début des années 1950, il apparaît à la télévision américaine dans trois séries ; la première est Dick Tracy (deux épisodes, 1950) ; la troisième (sa dernière prestation à l'écran) est The Lone Ranger (un épisode, 1954).
Si Jenks meurt début 1970, à 93 ans.

## Filmographie

### Période du muet (intégrale)
- 1922 : All Wet d'Al St. John (court métrage)
- 1922 : Le Forgeron du village (The Village Blacksmith) de John Ford : Elmer, invité au mariage
- 1922 : Out of Place d'Al St. John (court métrage)
- 1924 : Picking Peaches d'Erle C. Kenton (court métrage) : le marqueur de scores au concours de beauté
- 1924 : One Spooky Night de Del Lord (court métrage) : le shérif
- 1924 : Galloping Bungalows d'Edward F. Cline (court métrage) : le valet Hawkins
- 1924 : The Half-Back of Notre Dame de Del Lord (court métrage) : un spectateur au match de football
- 1928 : Le Vent (The Wind) de Victor Sjöström : un invité de la fête

### Période du parlant (sélection)
- 1931 : Oklahoma Jim d'Harry L. Fraser : le conducteur de diligence
- 1931 : The Man from Death Valley de Lloyd Nosler : le caissier de la banque
- 1931 : Mother and Son de John P. McCarthy : Faro Dealer
- 1931 : La Diligence infernale (Galloping Thru) de Lloyd Nosler : le docteur
- 1932 : The Famous Ferguson Case de Lloyd Bacon : l'employé de la station-service
- 1933 : Deux Femmes (Pilgrimage) de John Ford : Jimmy Gish
- 1933 : Les Cavaliers du destin (Riders of Destiny) de Robert N. Bradbury : le fermier se baignant
- 1933 : Doctor Bull de John Ford : Gaylord
- 1934 : Agent no 13 (Operator 13) de Richard Boleslawski : un camelot
- 1934 : Un rude cow-boy (The Dude Ranger) d'Edward F. Cline : un ivrogne
- 1934 : Judge Priest de John Ford : le dixième juré
- 1934 : Charlie Chan's Courage d'Eugene Forde : Will Holley
- 1935 : La Fine Équipe (6 Day Bike Rider) de Lloyd Bacon : le vieil homme
- 1935 : The Rider of the Law (en) de Robert N. Bradbury : Buffalo Brady
- 1935 : Steamboat Round the Bend de John Ford : un fermier
- 1935 : The E-Flat Man de Charles Lamont (court métrage) : le fermier
- 1935 : Votez pour moi (Thanks a Million) de Roy Del Ruth : un père
- 1935 : La Gloire du cirque (Annie Oakley) de George Stevens : un ami de Len
- 1936 : Robin des Bois d'El Dorado (Robin Hood of El Dorado) de William A. Wellman : un mineur
- 1936 : Parade du football (Pigskin Parade) de David Butler : le bagagiste
- 1936 : The President's Mystery de Phil Rosen : Earl
- 1936 : Suivez votre cœur (Follow Your Heart) d'Aubrey Scotto : M. Hawks
- 1936 : Furie (Fury) de Fritz Lang : Oncle Billy
- 1936 : Capitaine Janvier (Captain January) de David Butler : l'ancien
- 1937 : Un jour aux courses (A Day at the Races) de Sam Wood : un messager
- 1937 : On demande une étoile (Pick a Star) d'Edward Sedgwick : le vieil homme sourd
- 1937 : La Ville de l'or (The Outcasts of Poker Flat) de Christy Cabanne
- 1937 : Brelan d'as (You Can't Have Everything) de Norman Taurog : le portier d'YCMA
- 1937 : Romance burlesque (Thrill of a Lifetime) de George Archainbaud : un messager
- 1937 : Le Couple invisible (Topper) de Norman Z. McLeod : Rustic
- 1937 : Saratoga de Jack Conway : le jardinier
- 1938 : Rawhide de Ray Taylor : Pop Mason
- 1938 : Les Pirates du micro (Kentucky Moonshine) de David Butler
- 1938 : Tom Sawyer détective (Tom Sawyer, Detective) de Louis King : le fermier Sykes
- 1938 : Madame et son cowboy (The Cowboy and the Lady) de H. C. Potter : un cowboy au rodéo
- 1939 : L'Aigle des frontières (frontier Marshal) d'Allan Dwan : un prospecteur
- 1939 : La Chevauchée fantastique (Stagecoach) de John Ford : un barman
- 1939 : Autant en emporte le vent (Gone with the Wind) de Victor Fleming, George Cukor et Sam Wood : un soldat yankee dans la rue
- 1939 : Pacific Express (Union Pacific) de Cecil B. DeMille : un vieux prospecteur
- 1939 : Sur la piste des Mohawks (Drums Along the Mohawk) de John Ford : Jacob Small
- 1940 : Mon petit poussin chéri (My Little Chickadee) d'Edward F. Cline : le shérif-adjoint
- 1940 : La Roulotte rouge ou La Belle Écuyère (Chad Hanna) d'Henry King : le fermier
- 1940 : À la rescousse (The Trail Blazers) de George Sherman : T. L. Johnson
- 1940 : Les Déracinés (Three Faces West) de Bernard Vorhaus : le conducteur du train
- 1941 : Sergent York (Sergeant York) d'Howard Hawks : un fidèle à l'église
- 1941 : The Great Train Robbery de Joseph Kane : Whiskers
- 1942 : Gentleman Jim de Raoul Walsh : un vieil homme
- 1942 : Tennessee Johnson de William Dieterle : un montagnard
- 1944 : L'Odyssée du docteur Wassell (The Story of Dr Wassell) de Cecil B. DeMille : Hank
- 1945 : San Antonio de David Butler : le chef de station
- 1945 : Un héritage sur les bras (Murder, He Says) de George Marshall : l'ancien
- 1946 : Duel au soleil (Duel in the Sun) de King Vidor : un invité de la fête
- 1946 : My Dog Shep (en) de Ford Beebe : le télégraphiste de la Western Union
- 1946 : La Voleuse (Stolen Life) de Curtis Bernhardt : le vieil homme sur le quai
- 1947 : Californie terre promise (California) de John Farrow : un vieux colon
- 1947 : Le Fils de Zorro (Son of Zorro) de Spencer Gordon Bennet et Fred C. Brannon (serial) : Fred (ch. 1)
- 1947 : Du sang sur la piste (Trail Street) de Ray Enright : Charlie Thorne
- 1947 : Les Conquérants d'un nouveau monde (Unconquered) de Cecil B. DeMille : un fermier à la foire
- 1948 : Massacre à Furnace Creek (Fury at Furnace Creek) de H. Bruce Humberstone : le président du jury
- 1948 : Bandits de grands chemins (Black Bart) de George Sherman : le pilier de bar chiquant
- 1949 : Vive monsieur le maire (The Inspector General) d'Henry Koster : le villageois sourd
- 1949 : Match d'amour (Take Me Out to the Ball Game) de Busby Berkeley : le chauffeur Sam
- 1949 : Le Démon de l'or (Lust for Gold) de S. Sylvan Simon : le vieil homme à la fenêtre
- 1952 : La Parade de la gloire (Stars and Stripes Forever) d'Henry Koster : le loueur de bateaux

### Télévision (intégrale)
(séries)
- 1950 : Dick Tracy, saison 2, épisode 8 B.O. Plenty's Folly et épisode 24 The Ghost of Gravel Gertie : B.O. Plenty
- 1952 : My Hero (en), saison 1, épisode 4 The Hillbilly de Leslie Goodwins : Pappy
- 1954 : The Lone Ranger, saison 4, épisode 8 Diligence vers Tishomingo (Stage to Tishomingo) d'Oscar Rudolph : le gardien du relais Jeff